# Souvrství Griman Creek

Rapator - rekonstrukce tvaru těla.

Souvrství Griman Creek je geologickým souvrstvím nacházejícím se na území států Nový Jižní Wales a Queensland v Austrálii. Vrstvy o mocnosti až 345 metrů zde mají stáří asi 105 až 96 milionů let, pocházejí tedy z období "přelomu" rané a pozdní křídy (věky alb až cenoman). Hlavními typy hornin zde jsou pískovce, prachovce a jílovce.

## Paleontologie
Toto souvrství je známé především hojnými objevy dinosaurů, byli tu však objeveni také mnozí zástupci dalších skupin obratlovců, včetně želv, krokodýlů, ptakoještěrů a primitivních savců. Griman Creek je v současnosti nejbohatší australskou formací z hlediska množství popsaných taxonů druhohorních dinosaurů (spolu s geologickým souvrstvím Eumeralla).

## Dinosauří taxony

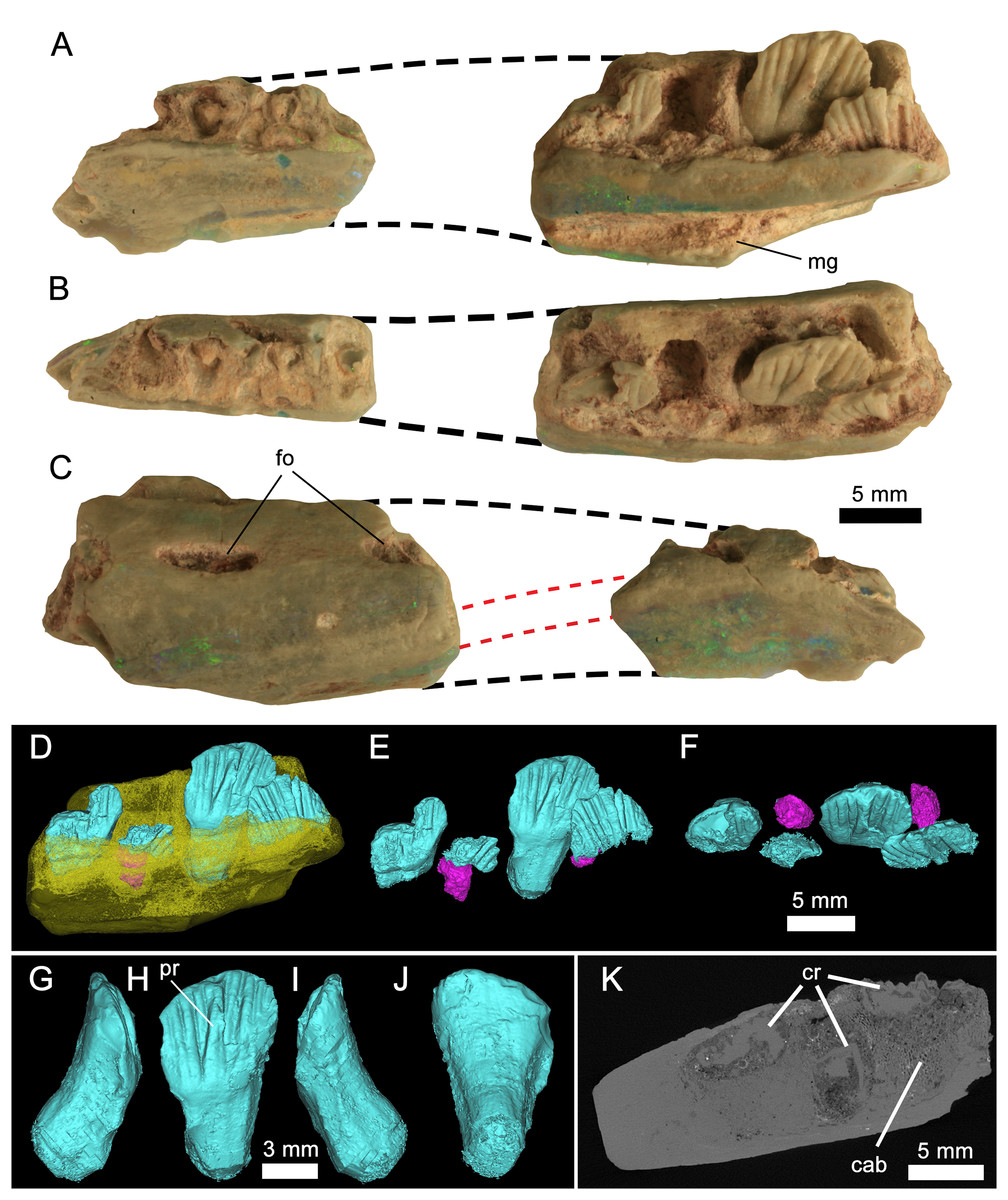
Weewarrasaurus - fosilie typového exempláře.

- Fostoria dhimbangunmal

- Fulgurotherium australe[3]

- Rapator ornitholestoides

- Walgettosuchus woodwardi

- Weewarrasaurus pobeni

- Ankylosauria indet.

- Megaraptora indet.[4]

- Noasauridae indet.

- Sauropoda indet.